# Wojciech Piekarski
Wojciech Piekarski – popularny w XVI wieku krakowski budowniczy. Zatrudniany przez bogatych mieszczan do budowy ich kamienic.